# Resposta de lluita o fugida

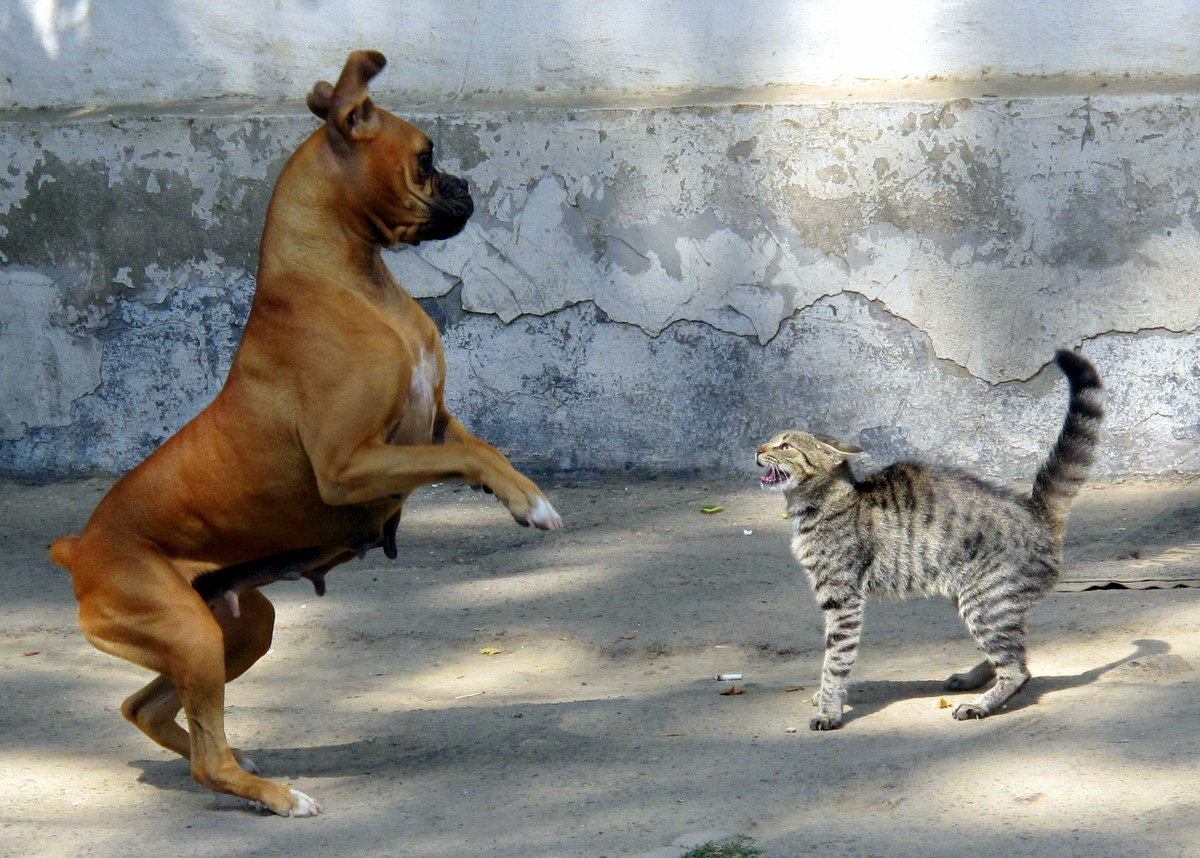
Lluita o fugida?

La reacció de lluita o fugida és una reacció neuronal fisiològica que es manifesta com a resposta a un esdeveniment percebut com a perillós per a la seguretat de l'individu o els seus éssers estimats. Fou descrita per primera vegada per Walter Bradford Cannon. La seva teoria afirma que els animals reaccionen a les amenaces amb una descàrrega general del sistema nerviós simpàtic que els prepara per lluitar o fugir. Concretament, la medul·la suprarenal produeix una cascada hormonal que engega la secreció de catecolamines, especialment noradrenalina i adrenalina. Hormones com l'estrogen, la testosterona i el cortisol, juntament amb neurotransmissors com la dopamina i la serotonina, també influeixen en la reacció dels organismes a l'estrès.
Aquesta reacció és reconeguda com la primera fase de la síndrome general d'adaptació, que regula les reaccions a l'estrès en els vertebrats i altres organismes.
Shelley Taylor n'ha plantejat una connotació de gènere, en el sentit que la reacció de lluita o fugida seria una reacció típicament masculina, mentre la resposta a l'estrès predominantment femenina seria la cura i amistat. Aquesta proposta ha suscitat força crítiques, especialment per promoure el «determinisme de gènere».